# 英俊战士式战斗机
布里斯托156型英俊战士式战斗机（Bristol Type 156 Beaufighter，通常称为）是英国布里斯托飞机公司在第二次世界大战期间设计的一款多用途飞机。它最初被设计为波弗特式鱼雷轰炸机的重型战斗机变种型号。英俊战士式战斗机是一种战斗效率高的夜间战斗机，在不列颠战役期间于英国皇家空军中服役，其巨大的机身使其在能够配备重型武器和早期机载拦截雷达的同时不会对空战性能产生较大影响。
英俊战士式战斗机被用于许多用途，装备火箭弹执行对地攻击任务时获得了绰号；作为鱼雷轰炸机攻击轴心国船只时获得了绰号，并且还在这方面取代了波弗特式轰炸机。在不列颠战役之后的军事行动中，它主要作为反舰攻击机/对地攻击机被使用，英国皇家空军海岸司令部一度使用过大量英俊战士式战斗机。澳大利亚皇家空军（RAAF）也广泛装备英俊战士式战斗机作为反舰飞机使用，俾斯麦海海战期间就有大量英俊战士式战斗机。
英俊战士式战斗机在二战期间在英国皇家空军（59个中队）、舰队航空兵（15个中队）、澳大利亚皇家空军（7个中队）和加拿大皇家空军（4个中队）、美国陆军航空军（4个飞行中队）、新西兰皇家空军（2个中队）中服役。英俊战士式战斗机的变种型号由澳大利亚飞机生产部（DAP）制造，因此它有时被称为DAP英俊战士。

## 发展

### 起源

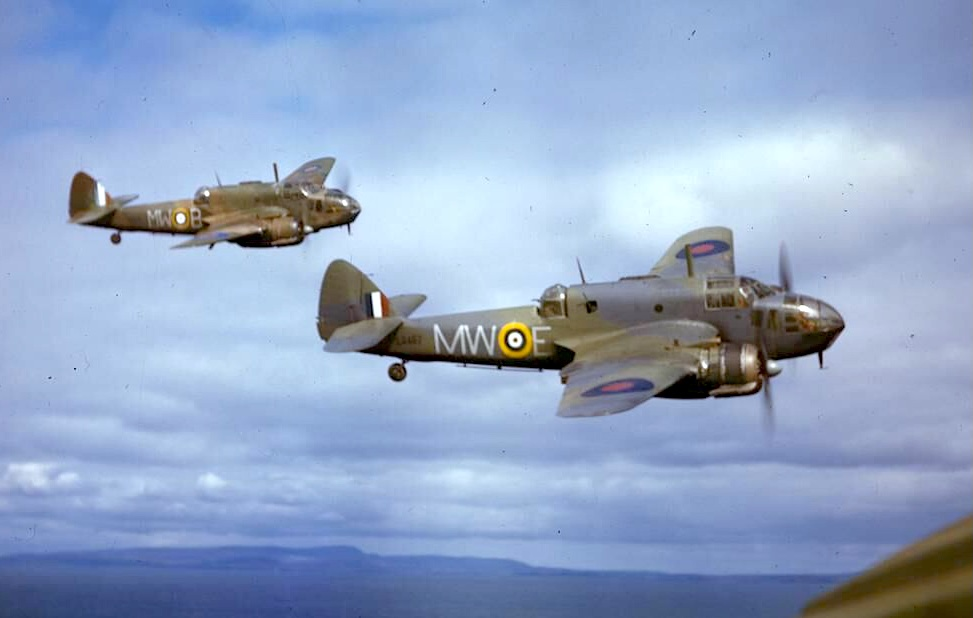
波弗特式轰炸机

英俊战士式战斗机的概念起源于1938年。在慕尼黑危机期间，布里斯托飞机公司意识到英国皇家空军（RAF）需要一款能够携带重型武器的远程战斗机。布里斯托飞机公司对波弗特式轰炸机进行了评估，发现它的机翼、发动机舱、起落架和机尾具有很大的结构强度和刚度，因此该飞机可以进一步改进，以获得类似于战斗机的更高速度和机动性。由莱斯利·弗里斯（Leslie Frise）领导的布里斯托设计团队作为一家私人企业开始设计一种装有机炮的波弗特式轰炸机的战斗机衍生型号。未来的成品飞机必须与波弗特式轰炸机共享相同的夹具，以便生产线可以很容易地从一款飞机切换到另一款。
作为一款鱼雷轰炸机和侦察机，波弗特式轰炸机表现平平。为了实现英俊战士式战斗机所需的战斗机般的性能，布里斯托建议他们为飞机配备一对新的力士发动机（功率约为1500马力），以代替波弗特式轰炸机上的1000马力金牛座发动机。力士发动机是一个体积更大、马力更强的发动机，需要更大的螺旋桨。为了获得足够宽的离地间隙，发动机被安装在机翼的中央。1938年10月，该项目被命名为156型。1939年3月，156型被命名为“英俊战士”。
在早期开发过程中，布里斯托为未来的成品飞机制定了多种配置，其中包括各种衍生型号，如拟议的三座轰炸机（其配备了带机炮的自卫炮塔）、157型和布里斯托所说的机身更薄的“运动型”158型。布里斯托随后向空军部提出了研发波弗特式战斗机的设想。提出这一建议的时机恰好与旋风式战斗机生产延期相吻合。虽然有人认为这款飞机作为战斗机而言太大了，但该提议得到了空军参谋部的支持。
空军部根据布里斯托关于“临时”飞机的建议，在旋风式战斗机正式进入部队服役之前，制定了规范草案F.11/37。1938年11月16日，布里斯托获得正式授权，开始进行该项目的设计，并生产了四架原型机。在空军部提出的设计要求中，飞机必须能够使用格里芬发动机作为力士发动机的替代品，并且两种发动机可以互换。
布里斯托开始从生产线中选出部分波弗特式轰炸机来设计原型机，这有助于加快英俊战士式战斗机的研发进展。布里斯托在1939年2月由英国军方下的订单的基础上，承诺在1940年初进行英俊战士式战斗机的量产。设计师预计最大限度地重复使用波弗特式轰炸机组件会加快这一过程，但生产机身需要的工作量比预期的要多，必须重新设计。也许是预料到了这一点，空军部要求布里斯托重新研究“超薄机身”配置的前景。由于“波弗特机炮战斗机”是对现有设计的转换，因此开发和生产会比全新设计进行得更快。在六个月内，第一架基于规范草案F.11/37设计的原型机R2052完成。在从波弗特式轰炸机过渡到英俊战士式战斗机原型机的过程中，布里斯托总共绘制了2100张设计图。在原型机首飞前两周，空军部根据规范草案F.11/37签发了300架飞机的初始生产合同。

### 原型与改进
1939年7月17日，第一架没有配备武器的原型机R2052进行了首次飞行。研发进展快的部分原因是使用了波弗特式轰炸机上的许多设计以及相同的组件。R2052最初由布里斯托管理，主要用于测试，当时它位于菲尔顿机场。R2052的早期改进包括加强升降舵控制电路、增加尾翼面积和加长起落架的油压支柱，以更好地适应重量增加和进行硬着陆。
在正式交付前的飞行测试中，第一架原型机R2052由一对双速增压力士I-IS发动机提供动力，在16800英尺（5120米）的飞行高度时时速达到了335英里/小时（539公里/小时）。第二架原型机R2053配备了力士I-M发动机（类似于力士II），并装备了前射武器，在15000英尺的高空时速达到了309英里/小时。据航空作家菲利普·莫耶斯（Philip Moyes）所说，第二架样机的性能令人失望。人们认识到，其他飞机（如史特灵轰炸机）使用力士发动机会使英俊战士式战斗机的量产出现潜在风险。

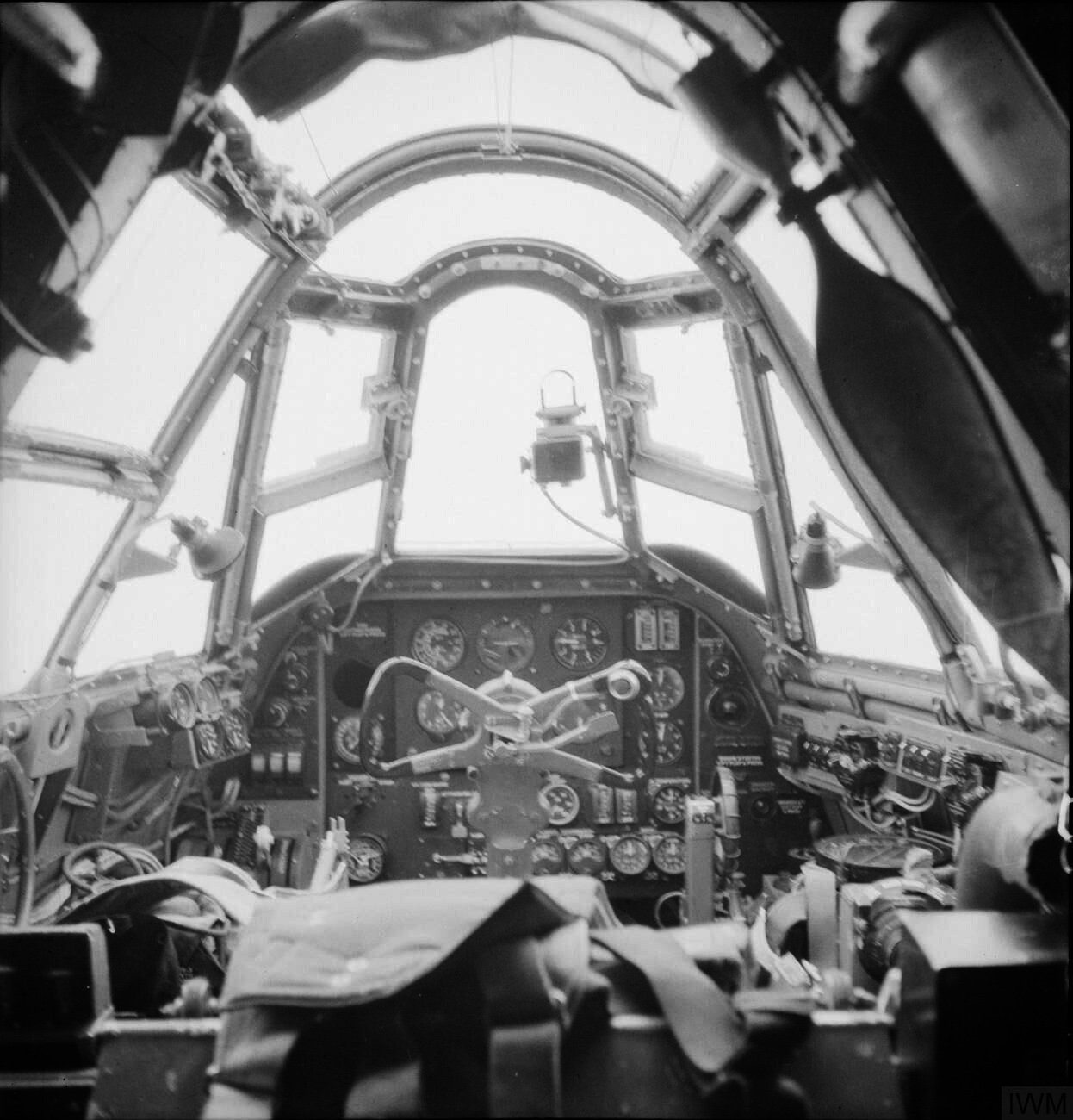
英俊战士Mk.IF的驾驶舱

布里斯托发动机部门的首席设计师罗伊·费登是为英俊战士式战斗机改进力士VI发动机的积极倡导者，但力士发动机很快就被竞争对手狮鹫发动机所取代，因为前者需要进一步改进。由于狮鹫发动机主要供应萤火虫式攻击机的生产线，空军部转而选择了劳斯莱斯梅林引擎为英俊战士式战斗机提供动力，直到阿克灵顿的一家新的影子工厂提高了力士发动机的产量。使用梅林发动机的型号后来被称为英俊战士Mk.IIF；设想中的细长机身飞机分别配备力士IV和狮鹫发动机（即英俊战士Mk.III和英俊战士Mk.IV），但都没有进行生产。
1940年2月，英国军方订购了三架使用梅林发动机的英俊战士式战斗机。梅林发动机装置和发动机舱由劳斯莱斯设计为一个完整的飞机吊舱；英俊战士式战斗机配备梅林发动机的设计后来被吸收进了更大的兰开斯特轰炸机的设计中。使用梅林发动机的英俊战士式战斗机如果成功试飞预计将促成1941年开始生产该型飞机。1940年6月，第一架使用梅林发动机的英俊战士式战斗机进行了首次飞行。1940年末，布里斯托交付了两架配备梅林发动机的原型机（第三架在一次轰炸中被摧毁）。飞行测试中发现，梅林发动机使飞机存在动力不足的问题，而且有明显的向左舷摆动的趋势，这使得起飞和降落变得困难，并导致事故高发——在337架使用梅林发动机的英俊战士式战斗机中，有102架因事故而损毁。
1940年4月2日，R2052交付给英国皇家空军；两周后R2053也交付给了英国皇家空军。1940年7月27日，首批五架量产型英俊战士式战斗机交付给了英国皇家空军，1940年8月3日又交付了另外五架。量产型进行了空气动力学改进，减少了发动机舱和尾轮的空气动力学阻力，机油冷却器也被重新安置在机翼的前缘。英俊战士式战斗机的武器配置也发生了实质性的变化，最初的60发容量的弹鼓在换弹时很不方便，因此布里斯托研究了替代弹鼓的换弹系统。
布里斯托提出的反冲操作弹药供给系统被官员否绝，因此布里斯托在第四架原型机R2055上设计和测试了一种新系统。最初的否绝后来被推翻，因为引入了一种新的电动泵，这种泵由自由法国军官带到沙泰勒罗兵器工厂进行设计，其与布里斯托最初的提议非常相似。最初的50架量产型飞机被批准仅配备机炮。大多数英俊战士式战斗机的机炮设计和武器配置都进行了修改。新增的6挺.303勃朗宁机枪使英俊战士式战斗机成为世界上装备最重的战斗机，理论上每分钟倾泻的火力可达780磅（350公斤）；由于存在枪支过热问题和弹药容量有限，英俊战士式战斗机的实际射速要低得多。
在英俊战士式战斗机服役期间，英国皇家空军对其进行了进一步的武器测试和修改。到1941年年中，20架英俊战士式战斗机被保留用于测试目的，包括发动机开发和机动性改进以及其他目的。1941年5月，英俊战士Mk.IIsR2274和R2306被改装为英俊战士Mk.III标准，其卸下了六挺机翼上的机枪和两门机身内侧的机炮，在飞行员身后安装了一个由博尔顿-保罗生产的炮塔，以克服射击时的后坐力和机头下降的影响，但这个炮塔会阻挡飞行员的紧急出口。第四架原型机R2055的前射武器被两门40毫米机炮所取代，用于攻击地面目标，其中两门机炮是安装在右舷机身上的维克斯40mmS级机炮和安装在左舷机身上的劳斯莱斯40mm机炮；这些试验使得维克斯机炮被安装在飓风战斗机Mk IID上。

### 生产

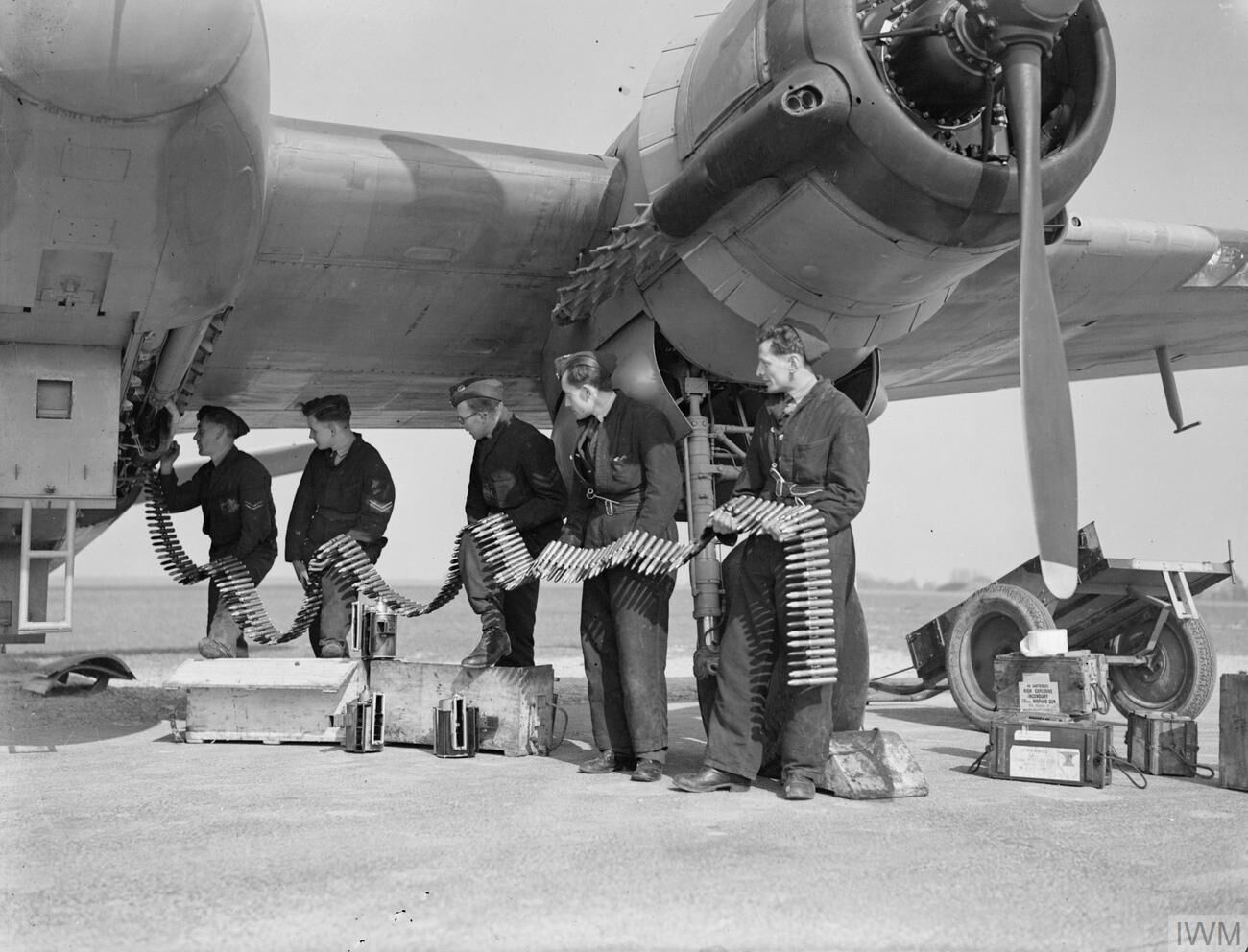
地勤人员为英国皇家空军英俊战士Mk.VI夜间战斗机的机炮装载弹药

英俊战士式战斗机的许多订单是在第二次世界大战爆发后下达的，其中包括在首批量产机型进入英国皇家空军中服役后不久就订购的918架飞机。20世纪40年代中期，飞机生产部长比弗布鲁克男爵对布里斯托和菲尔顿的工厂进行正式访问时谈到了英俊战士式战斗机对战争的重要性，并敦促其尽快服役。虽然英俊战士式战斗机的尺寸曾引起对其是否能胜任战斗机职能的怀疑，但英俊战士式战斗机成为了作战效率最高的飞机之一，其能够携带用于夜间作战的早期机载拦截雷达而不会产生较大的负面影响，作为夜间战斗机而言非常优秀。
为了实现最大的生产效率，布里斯托尽可能使用主要部件的分包，并通过英国航空工业部建立了两个大型影子工厂，对英俊战士式战斗机进行最终组装工作。第一个影子工厂由菲尔利航空公司管理，位于大曼彻斯特地区的斯托克波特，第二个影子工厂由布里斯托管理，位于萨默塞特郡的滨海韦斯顿。英俊战士式战斗机的产量在开始量产后迅速上升。
1940年至1941年间，英俊战士式战斗机的产量稳步上升。1940年12月7日，第100架菲尔顿制造的英俊战士式战斗机进入军队服役；1941年5月10日，第200架菲尔顿制造的飞机进入军队服役。1941年3月7日，菲尔顿制造的第一架英俊战士Mk.I进行了首次试飞；1941年2月20日，韦斯顿制造的第一架英俊战士式战斗机也进行了首次试飞。一些因素导致了力士发动机的短缺，危及了英俊战士式战斗机的生产线。英俊战士Mk.II使用了梅林发动机。1941年3月22日，英俊战士Mk.II的第一架原型机R2270进行了首次飞行，并于1941年4月下旬开始交付军队。
到1941年年中，英俊战士式战斗机的生产方式发生了变化，以满足英国皇家空军战斗机司令部和英国皇家空军海岸司令部的需求。早期的英俊战士式战斗机能够执行任意一种任务，但后来，职能和机载设备出现了分化，导致不同型号的英俊战士式战斗机开始生产。后缀F表示战斗机司令部，后缀C表示海岸司令部。一般来说，执行某一项任务的英俊战士式战斗机会选择执行另一项任务的英俊战士式战斗机所没有选择的改装，这种情况发生在空气制动器上，该制动器因其在投放鱼雷时很实用而成为海岸司令部的英俊战士式战斗机的标配。
澳大利亚生产过早期型波弗特式轰炸机，并且澳大利亚皇家空军（RAAF）使用的在英国制造的英俊战士式战斗机在实战中取得了很大的战果，这促使澳大利亚政府于1943年1月决定从1944年起在位于维多利亚州墨尔本渔人湾的政府飞机工厂组织下生产英俊战士式战斗机。DAP英俊战士式战斗机是一种被称为“Mk.21”的攻击机/鱼雷轰炸机。设计变更包括使用力士VII/XVIII发动机以及机载武器的变化。到1945年9月，当英国停产英俊战士式战斗机时，布里斯托和菲尔顿生产了5564架英俊战士式战斗机。1946年澳大利亚停产英俊战士式战斗机时，共计已经生产了364架英俊战士Mk.21。

## 设计

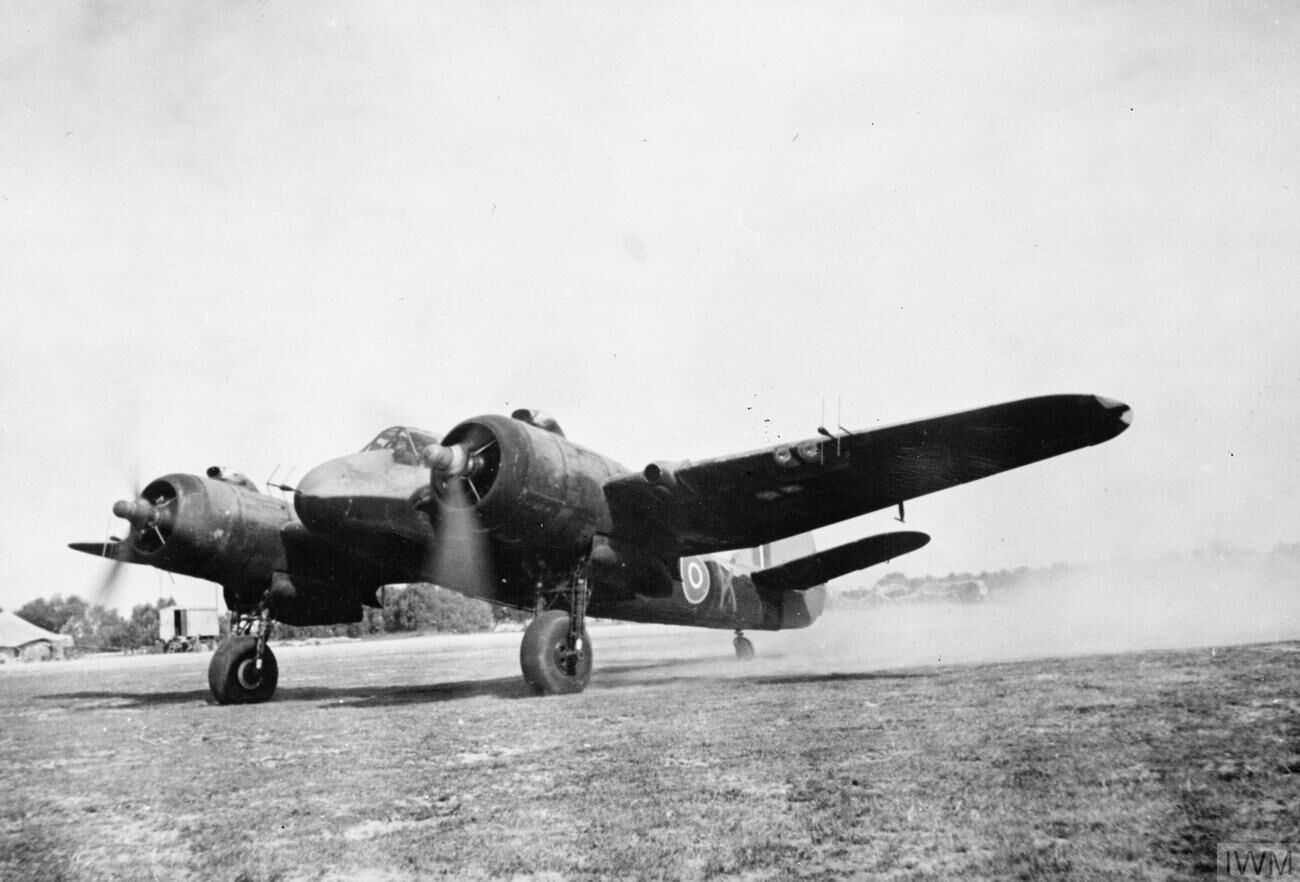
一架带有“箭头”的英俊战士式战斗机，其机头上安装了与其VHF波段AI雷达配套的双极天线。

英俊战士式战斗机衍生自波弗特式轰炸机，是一款双引擎双座远程战斗机。英俊战士式战斗机采用了全金属硬壳结构，由三部分组成，大量使用了“Z截面”框架和“L截面”纵梁。英俊战士式战斗机的机翼采用了中翼悬臂全金属单翼布局，同样由三部分组成。机翼由两片翼梁组成，并配有应力蒙皮，还有覆盖有织物的金属框架副翼和位于机身和副翼之间的液压驱动襟翼。液压系统还用于起落架收回单元，而制动器则由气动驱动。

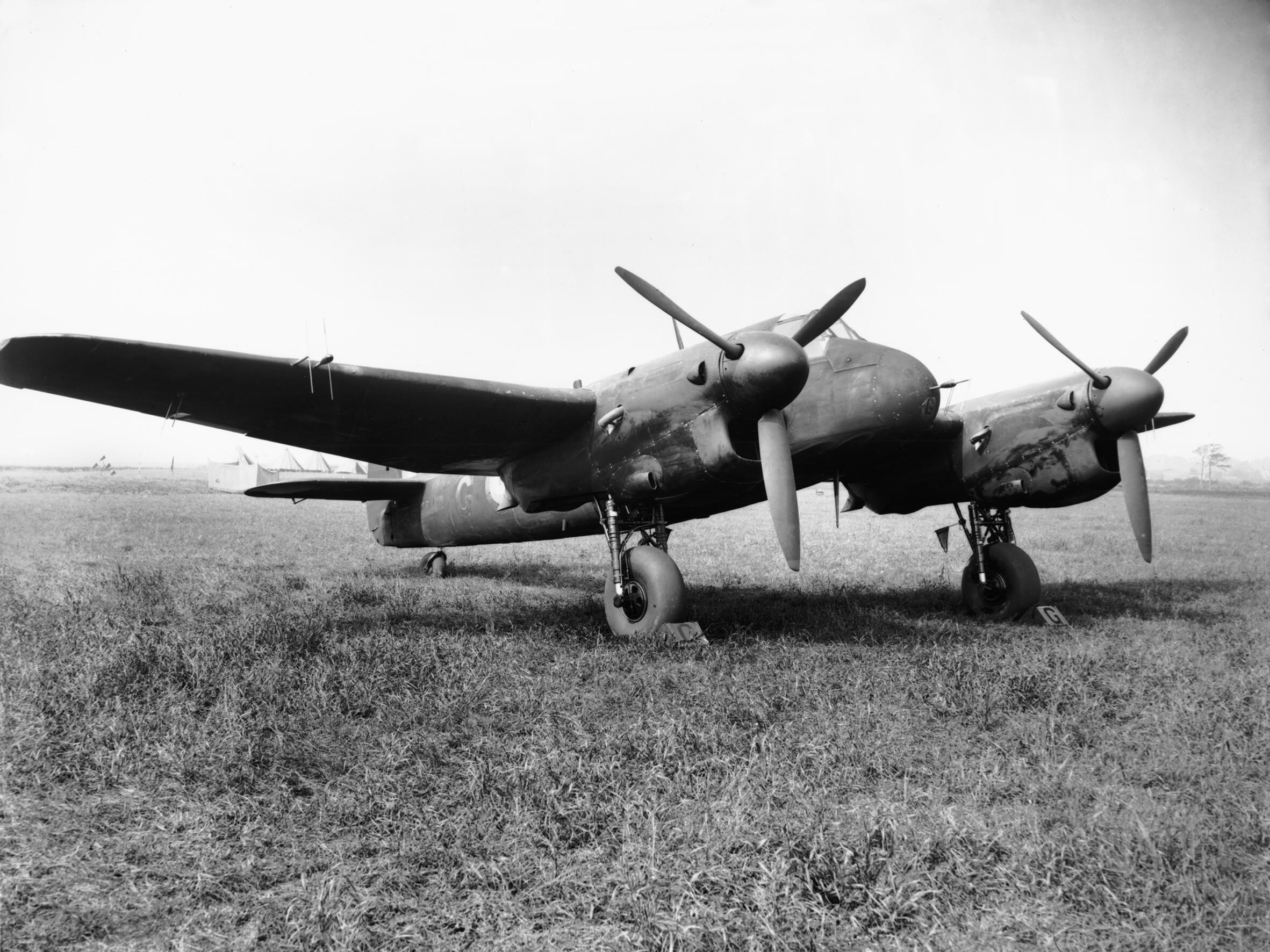
1941年9月，英国皇家空军希巴尔斯托第255中队的一架使用梅林飞机吊舱的英俊战士Mk.II。梅林飞机吊舱是一种早期飞机吊舱，其采用排气管道来隐藏夜间产生的废气火焰，后来简单的排气罩取代了它。

波弗特式轰炸机的金牛座发动机被认为对战斗机来说马力不够，因此被马力更强的配备双速增压器的力士星型发动机所取代。这些发动机驱动三叶恒速螺旋桨，后者使用了木质螺旋桨叶。在最终的设计中，发动机安装在从机翼前部延伸出来的更长、更灵活的支柱上。这一变化使重心向前移动，这对飞机来说是一个不太好的特征，因此布里斯托通过缩短机头将重心移至理想位置，这是有可能实现的，因为机头内的空间以前被炸弹瞄准具占据，而这在战斗机中不是必要的。机身的大部分位于机翼后面，发动机罩和螺旋桨相比之下更靠前，这使得英俊战士式战斗机拥有短粗外形。

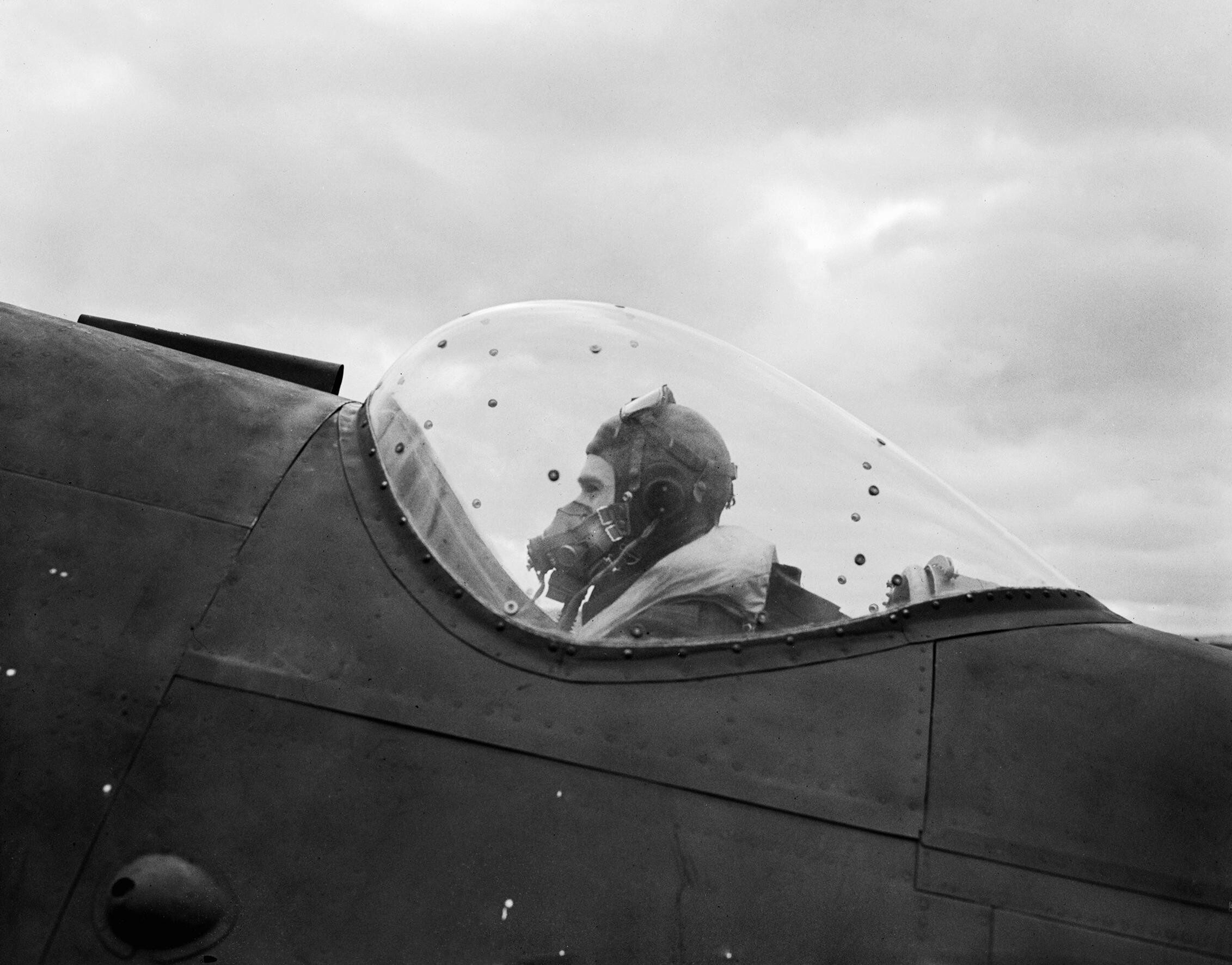
导航器位置

总的来说，除了发动机外，波弗特式轰炸机和早期的英俊战士式战斗机之间的差异很小。英俊战士式战斗机的机翼、控制面、可伸缩起落架和机身后部与波弗特式轰炸机相同，而机翼中心部分二者也是相似的。炸弹瞄准具被移除，只留下飞行员在英俊战士式战斗机的驾驶舱内。雷达操作员坐在后面的一个聚甲基丙烯酸甲酯舱室里，波弗特式轰炸机的自卫炮塔就在那里。两名机组人员在飞机上都有自己的舱门。前舱门在飞行员座位后面。座椅靠背周围没有可供攀爬的空间，但靠背内陷使得飞行员可以爬到座位上。在紧急情况下，飞行员可以操作一个远程打开舱门的操纵杆，抓住两根位于其头顶的钢管，从座位上站起来，然后从前舱门撤离飞机。领航员可以更容易地撤离飞机，因为后舱门在他的前方，而且没有障碍物。
英俊战士式战斗机的武器位于机身下部和机翼的不同位置。波弗特式轰炸机的炸弹舱被移除了，但可以在机身外部挂载少量炸弹。机身下部共安装了四门20毫米西斯帕诺Mk.I机炮。这些机炮的弹药由60个弹鼓供给，需要雷达操作员手动更换弹鼓——这是一项困难的任务，尤其是在夜间攻击敌方轰炸机时。它们很快被使用弹链供弹系统的西斯帕诺Mk.II机炮所取代。英俊战士式战斗机的机翼上还装有六挺.303英寸（7.7毫米）勃朗宁机枪（四挺机枪在右侧机翼，两挺机枪在左侧机翼，因为安装着陆灯会导致重量不平衡）。这是当时最重的战斗机武器之一。<当英俊战士式战斗机作为鱼雷轰炸机使用时，它们会利用前射火力（机枪通常会被拆除）压制高射炮火并击中敌方船只，特别是护卫舰和小型船只。
英俊战士式战斗机通常作为夜间战斗机使用，例如在不列颠战役期间。巧合的是，英俊战士式战斗机的大规模生产开始的时间点几乎与英国第一批机载拦截雷达装置问世的时间完全一致，后者使得英俊战士式战斗机作为夜间战斗机而言非常优秀，英俊战士式战斗机也是世界上首款搭载机载雷达的战斗机。英俊战士式战斗机的四门20毫米机炮安装在机身下部，空的机头空间可以容纳雷达天线。早期的机载拦截设备太笨重，无法安装在单引擎战斗机上，但它可以安装在英俊战士式战斗机宽敞的机身中。在晚上，机载雷达可以让飞机探测到敌机。重型战斗机的速度足够快，可以追上德国轰炸机，并且能使用其重型前射武器击落德国轰炸机。早期的雷达在有效范围上受到限制，这影响了飞机的实用性，改进后的雷达于1941年1月问世，使英俊战士式战斗机迅速成为二战期间战斗效率最高的夜间战斗机之一。

## 服役历史

### 介绍

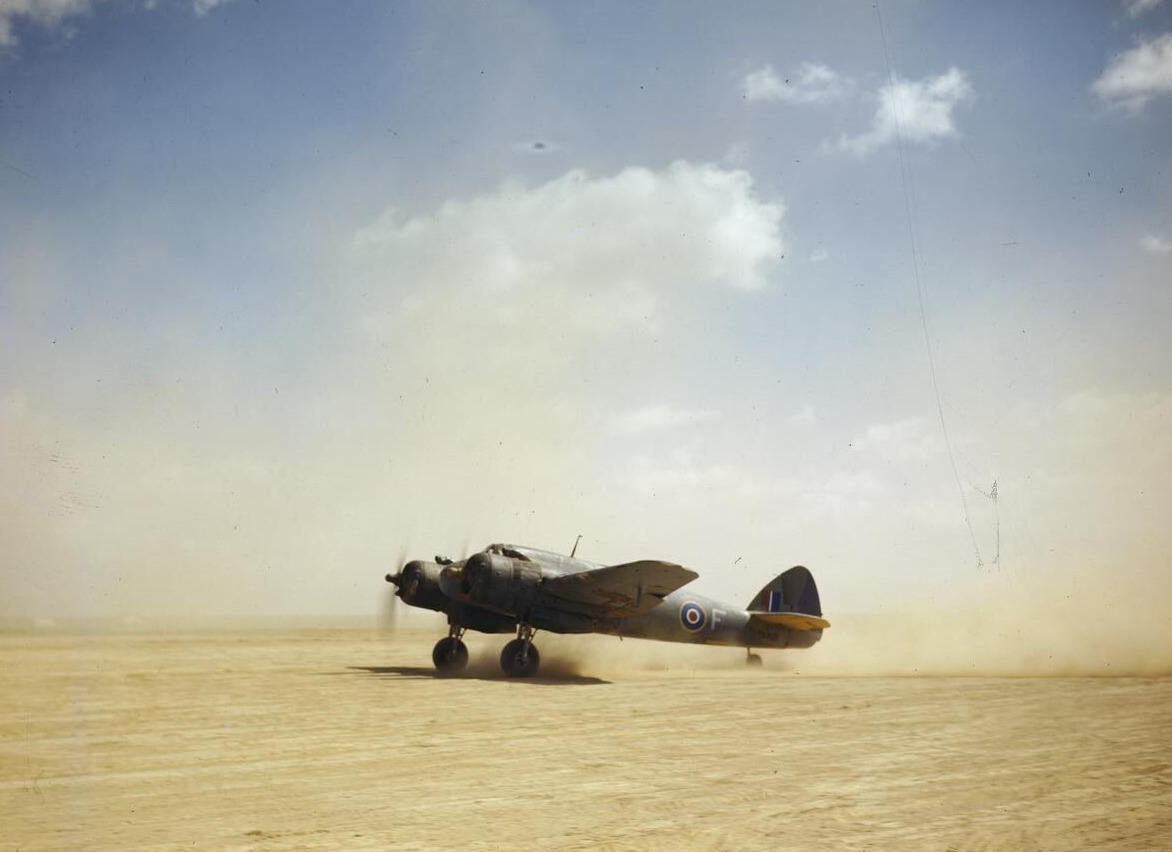
北非第252中队的英俊战士Mk.1

按照战斗机的标准，英俊战士Mk.I相当重且速度较慢，其总重量为16000磅（7000公斤），在16800英尺（5000米）处的最高速度为335英里/小时（540公里/小时）。由于旋风式战斗机因为佩里格林发动机的问题而停产，英俊战士式战斗机是当时英国唯一可用的重型战斗机。1940年8月12日，第一架量产型英俊战士式战斗机交付给英国皇家空军坦格梅尔战斗机拦截部队进行测试。1940年9月2日，第25中队、第29中队、第219中队和第604中队都接收了首批量产型英俊战士式战斗机，每个中队当天都接收了一架英俊战士式战斗机，用于替代布伦亨式轰炸机Mk IF。换装新飞机和重新训练花了几个月的时间才完成。1940年9月17/18日晚，第29中队的英俊战士式战斗机进行了第一次夜间作战巡逻，并进行了一次平安无事的出击，第二天则进行了首次日间作战出击。1940年10月25日，一架英俊战士式战斗机击落了一架Do 17轰炸机，这是第一例英俊战士式战斗机击落敌机的作战记录。
英俊战士式战斗机的第一批量产型交付时没有安装夜间作战所需的雷达；1940年末，英国皇家空军的第32维修部队为其安装了雷达。1940年11月19/20日晚，配备雷达的英俊战士式战斗机首次击落了Ju 88轰炸机。1941年初，英俊战士式战斗机换装了更先进的雷达，这很快使英俊战士式战斗机能有效反制纳粹德国空军对伦敦的夜袭。到1941年3月，英军声称22架被击落的德国飞机中有一半是由英俊战士式战斗机击落的。1941年5月19日至20日晚，在德国对伦敦的一次突袭中，24架德国飞机被英国战斗机击落，另有两架德国飞机被地面防空火力击落。
1941年4月下旬，第一批两架英俊战士Mk.IIR2277和R2278交付给第600和604中队，前者将在下个月率先接收该型号战斗机。[28]英俊战士Mk.II也被供应给英国皇家海军的舰队航空兵。1942年3月，一架英俊战士Mk.VIF夜间战斗机被提供给第600中队，其配备了AI Mark VIII雷达。英俊战士式战斗机作为夜间战斗机非常优秀，同时也用于其它用途。1942年中后期，随着速度更快的蚊式轰炸机成为主要的夜间战斗机，英俊战士式战斗机在其它领域做出了巨大贡献，如反舰和对地攻击。

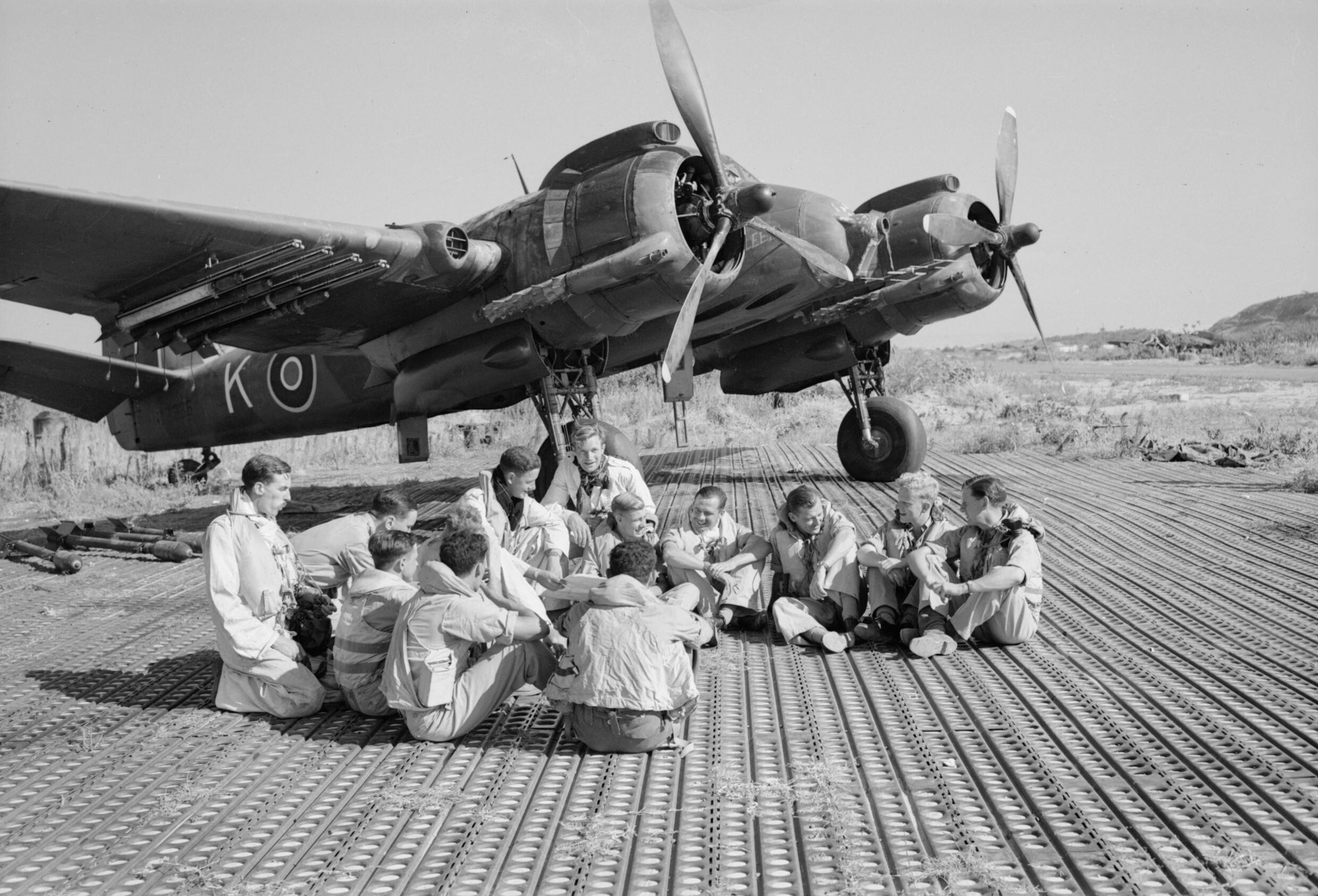
1944年8月14日的意大利比费尔诺，南非空军第16中队和英国皇家空军第227中队的机组人员坐在一架英俊战士式战斗机前。

1942年6月12日，一架英俊战士式战斗机进行了一次突袭，莫耶斯说这可能是“战争中最无礼的一次”。T4800号飞机是第236中队的英俊战士Mk.1C，在白天以极低的高度从索尼岛飞往被德国占领的巴黎，在凯旋门投下三色旗，并扫射了位于协和广场的盖世太保总部。
英俊战士式战斗机很快开始在英国以外的国家服役，机身坚固和可靠性高迅速使英俊战士式战斗机受到了机组人员的欢迎。然而，它很重，操纵英俊战士式战斗机着陆对缺乏经验的飞行员来说是个挑战。由于战时物资短缺，一些英俊战士式战斗机在没有为螺旋桨配备羽化设备的情况下投入使用。
在地中海，美国陆军航空队（USAAF）第414、415、416和417夜间战斗机中队于1943年夏天接收了100架英俊战士式战斗机，并于1943年7月取得了首次出击胜利。在1943年的整个夏天，这些中队都在白天执行护航和对地攻击任务，同时也作为夜间战斗机出击。尽管P-61战斗机于1944年12月开始供应给这些部队，但美国空军的英俊战士式战斗机仍继续在意大利和法国进行夜间作战。到1943年秋天，蚊式轰炸机已经有了足够的数量来取代英俊战士式战斗机成为英国皇家空军的主力夜间战斗机。到二战结束时，大约有70名在英国皇家空军服役的飞行员在驾驶英俊战士式战斗机时成为王牌飞行员。至少有一架被缴获的英俊战士式战斗机是由纳粹德国空军驾驶的——有一张英俊战士式战斗机飞行的照片，上面有纳粹德国空军的标记。

### 海岸司令部

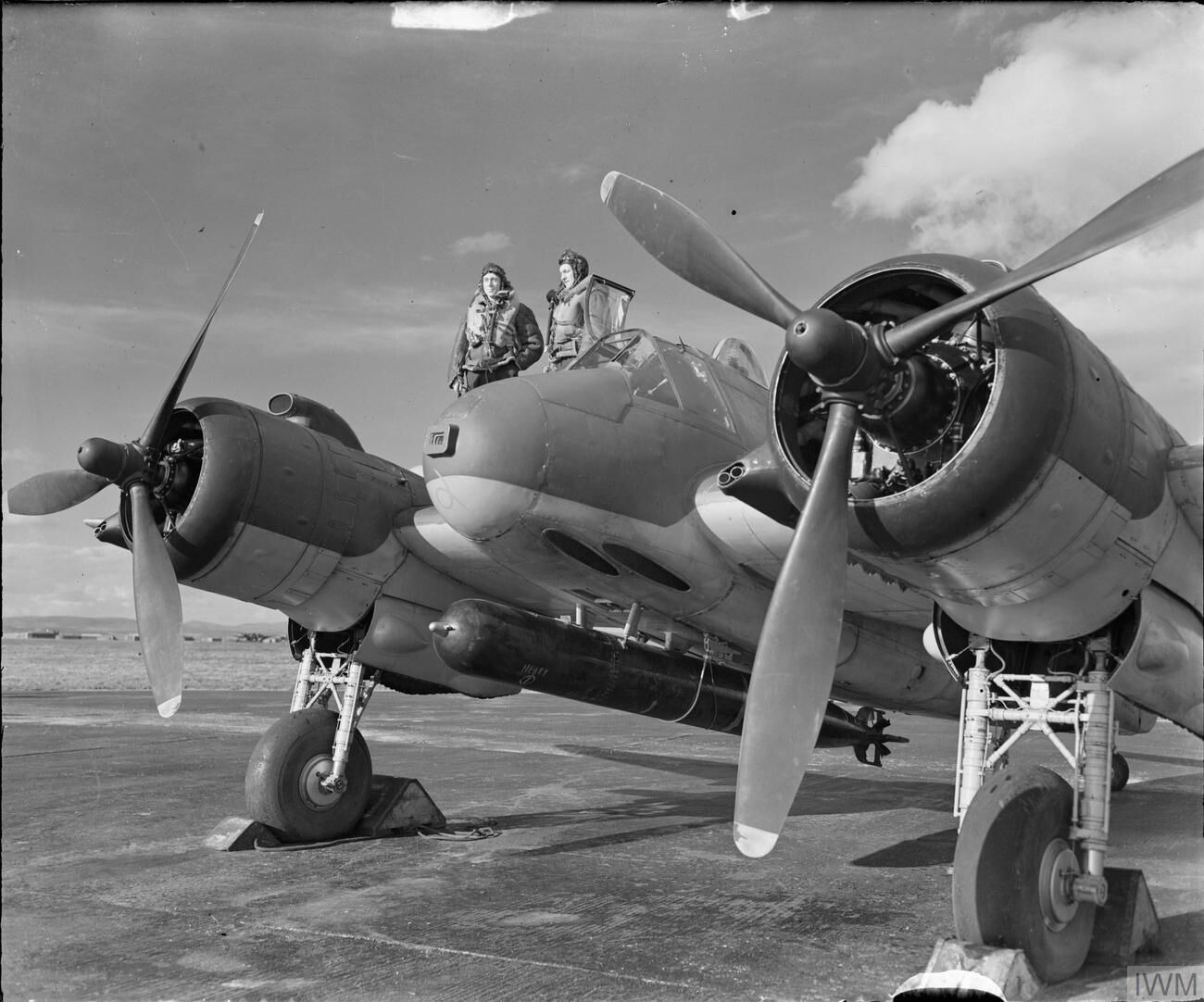
装有18英寸Mark XII鱼雷的英俊战士Mk.VIC

英国军方意识到，英国皇家空军海岸司令部需要一款航程远的重型战斗机（如英俊战士式战斗机）。1941年初，布里斯托继续开发英俊战士Mk.IC远程战斗机。以标准的Mk.I型号为基础，海岸司令部准备接收的首批97架英俊战士式战斗机的生产很匆忙，这使得这批飞机无法在生产线上安装额外的机翼油箱，因此威灵顿轰炸机的50加仑油箱被临时安装在两个机炮舱之间的地板上。1941年4月/5月，这种新型英俊战士式战斗机战斗机在马耳他252中队的一个支队中服役。事实证明，该中队的首次部署英俊战士式战斗机的行动非常成功，使得该型号英俊战士式战斗机在战争期间一直留在该战区。1941年6月，驻扎在马耳他的装备了英俊战士式战斗机的272中队声称击落了49架敌机，另有42架敌机受损。据称英俊战士式战斗机在地中海攻击轴心国的船只、飞机和地面目标时非常有效；海岸司令部一度是英俊战士式战斗机的主要用户，其取代了过时的波弗特式轰炸机和布伦亨式轰炸机。为了满足海岸司令部的需求，菲尔顿和韦斯顿的生产线有时只生产海岸司令部所需的英俊战士式战斗机。

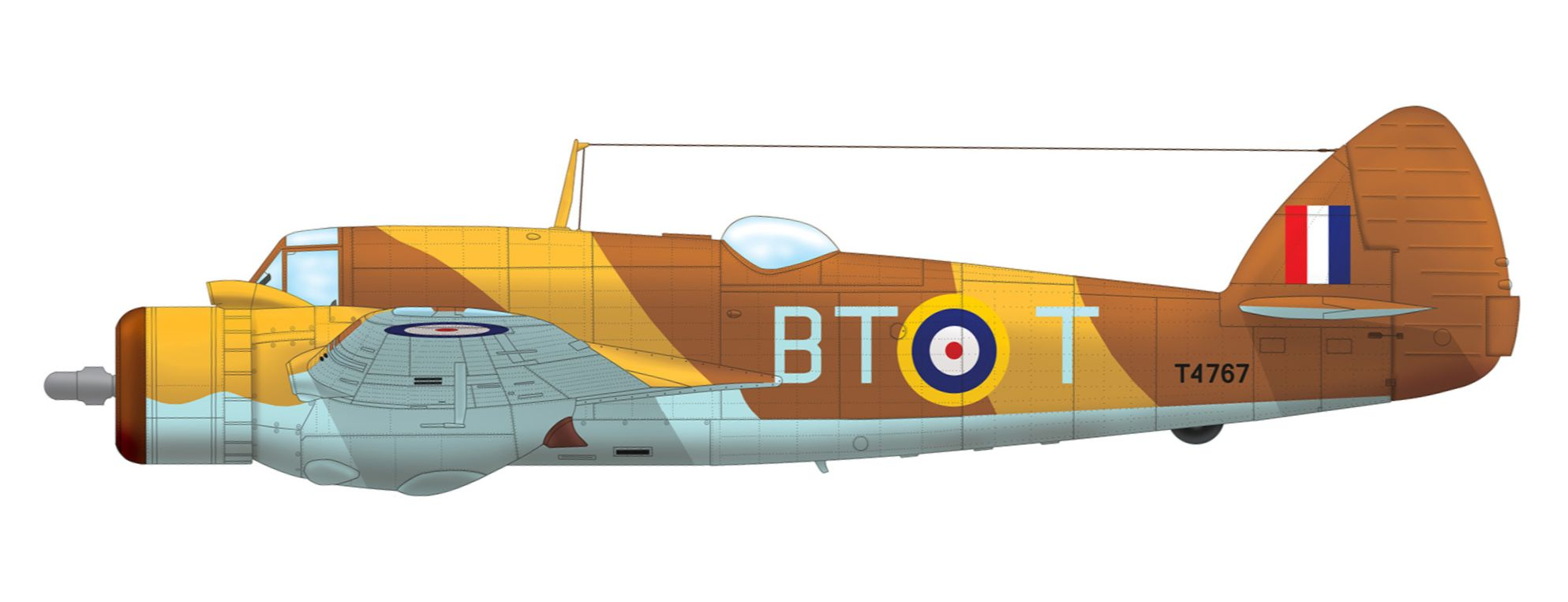
英国皇家空军252中队的英俊战士Mk.Ic，摄于1942 年

1941年，为了加强对德国的进攻性空中行动，并阻止纳粹德国空军部署到东线，海岸司令部的英俊战士式战斗机开始在法国和比利时开展进攻行动，主要目标是欧洲海域的敌方船只。1941年12月，英俊战士式战斗机参加了箭术行动，在英国突击队登陆被占领的挪威沃格岛时提供了对地压制火力。1942年，英俊战士式战斗机定期对比斯开湾进行远程巡逻，拦截Ju 88轰炸机和Fw 200侦察机等对抗盟军反潜巡逻队的德国飞机。英俊战士式战斗机还在西部沙漠战役中协助了英国第8集团军，主要协助方式是使用前射武器对地面目标进行扫射。
1942年年中，海岸司令部开始接收改进后的英俊战士Mk.VIC。到1942年底，英俊战士Mk.VIC在机身外为英国18英寸（450毫米）鱼雷或美国22.5英寸（572毫米）鱼雷配备了鱼雷挂架；机组成员们对携带鱼雷感到不满，因为在鱼雷被投下之前他们无法使用逃生舱门。1943年4月，第254中队首次使用英俊战士式战斗机进行了一次成功的鱼雷攻击，在挪威附近击沉了两艘商船。

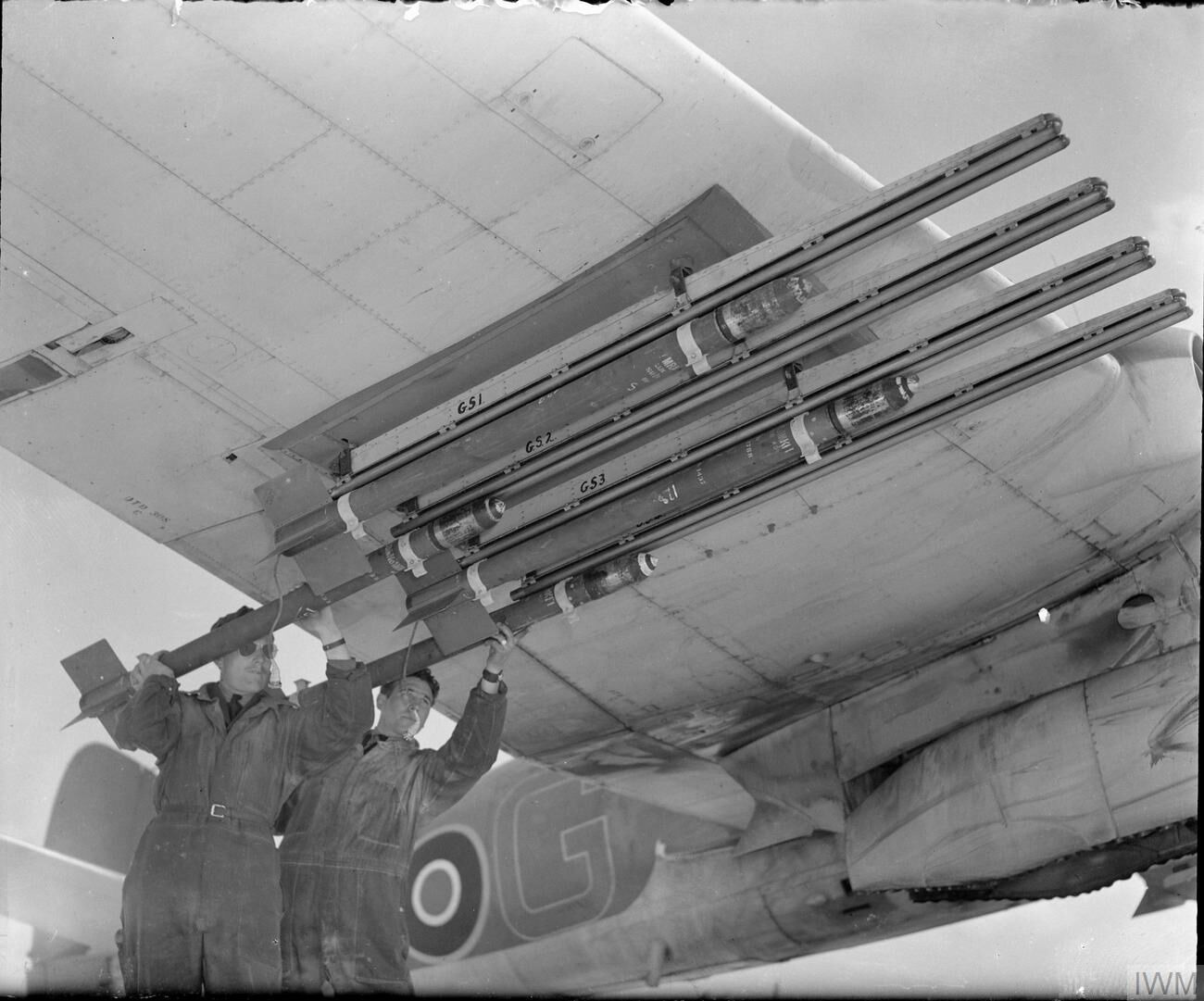
一架装有RP-3火箭弹的英俊战士TF Mk.X

力士Mk.XVII发动机在500英尺（150米）处的马力达到了1735马力（1294千瓦），其安装在Mk.VIC机身上，用于生产英俊战士TF Mk.X鱼雷战斗机，该型号英俊战士式战斗机通常被称为。英俊战士Mk.X后来成为了英俊战士式战斗机的主要量产型号。的攻击机型号被称为英俊战士Mk.XIC。英俊战士TF X可以使用鱼雷或RP-3（60磅）火箭弹对船只进行精确攻击。英俊战士Mk.X的早期型号携带厘米波长的ASV（空对地舰艇）雷达，并在机头和外翼上安装有“人字形”天线（其在1943年底被安装在“顶针鼻”天线罩中的AI Mk.VII厘米波雷达所取代），从而能够进行全天候作战和夜间出击。

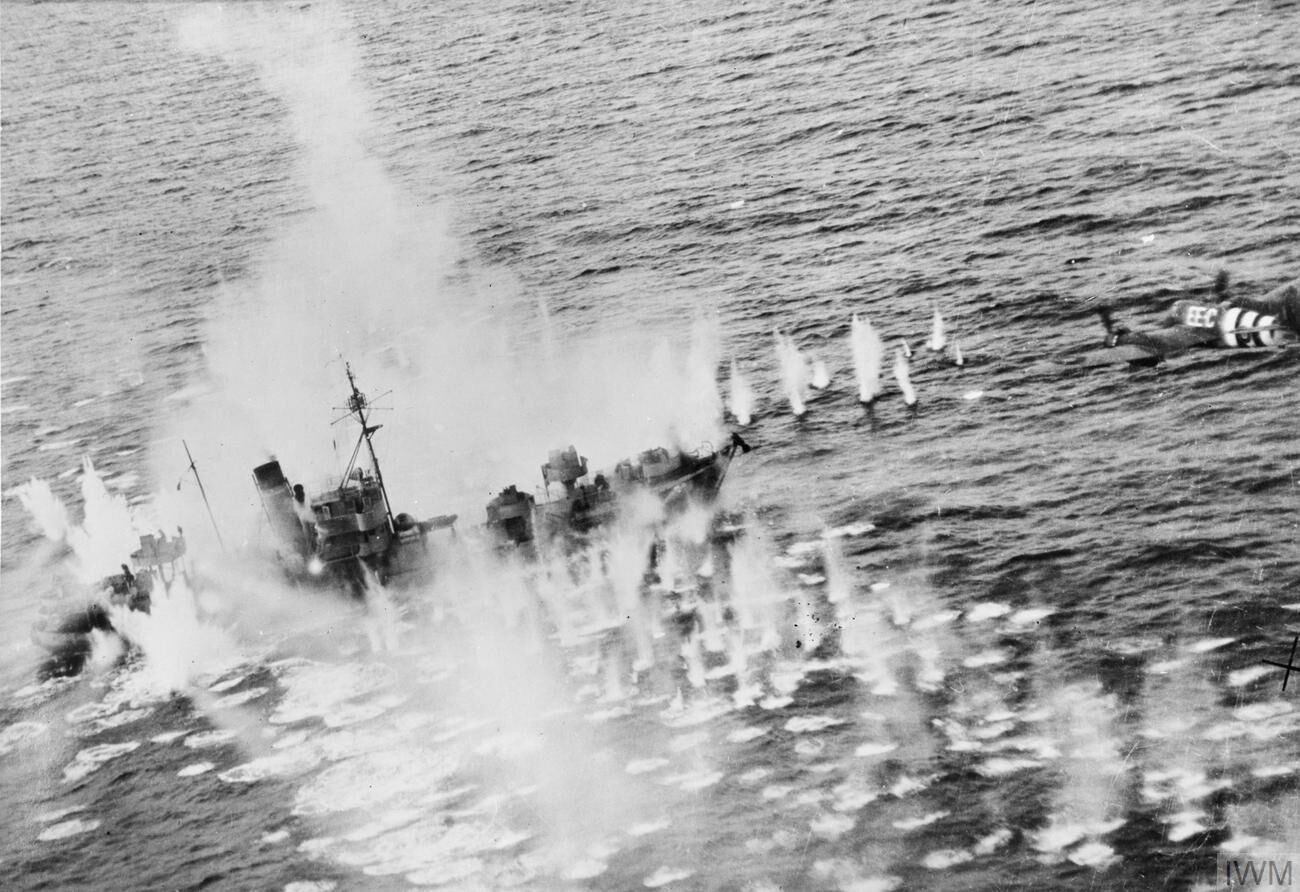
1944年10月14日，两架加拿大皇家空军的英俊战士式战斗机（右侧可见一架）扫射了哨艇摩泽尔号渔船

位于林肯郡海岸的北科茨海岸司令部打击联队开发了一种战术，该战术使用了大规模英俊战士式战斗机编队，运用机炮和火箭压制高射炮，而英俊战士TF Mk.X则用鱼雷进行低空攻击。这些战术于1943年年中付诸实践，在十个月内，29762吨（84226立方米）的船只被击沉。当船只在夜间离开港口时，该战术得到了进一步的完善。北科茨打击联队是第二次世界大战中最大的反航运部队，拥有超过15万吨（424500立方米）的船只（共117艘），其中大部分是小型渔船。共计有120架英俊战士式战斗机被击落，另有241名机组人员死亡或失踪。

### 太平洋战争

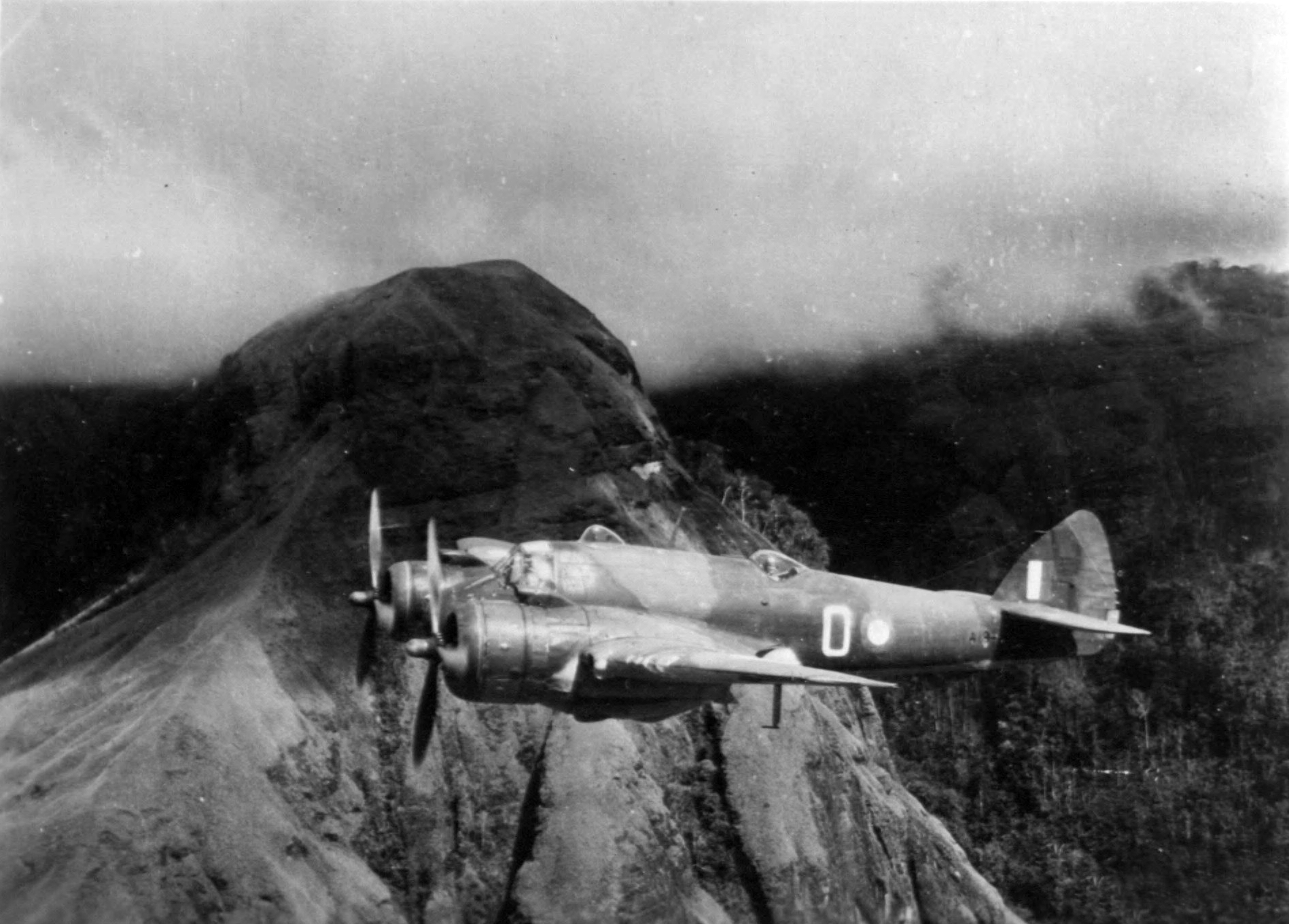
澳大利亚皇家空军第30中队的英俊战士式战斗机，拍摄于1942年的莫尔兹比港附近的霍姆布罗姆悬崖附近。

英俊战士式战斗机于1942年年中交付给位于亚洲和太平洋的中队。一位英国记者表示，日本士兵称其为“耳语式死亡（whispering death）”，因为其发动机噪音很小，尽管这并没有得到日本消息来源的支持。英俊战士式战斗机的力士发动机使用了套筒调节阀，这种调节阀缺少提升阀发动机常见的气门装置。这在发动机前部噪音水平降低时最为明显。
在东南亚战区，英俊战士Mk.VIF在印度作为夜间战斗机作战，并在缅甸和泰国袭击日本交通线。英俊战士Mk.X在缅甸执行远程日间进攻任务。尽管天气条件恶劣，且维修和维护设施简陋，但高速的进攻非常有效。

#### 西南太平洋

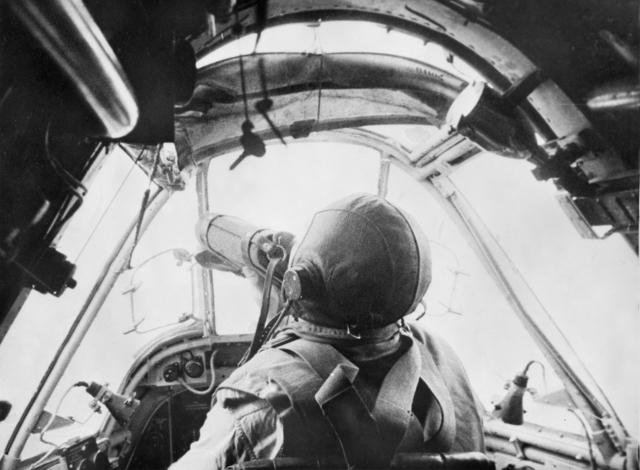
俾斯麦海战役期间，澳大利亚皇家空军第30中队的中尉朗·“托奇”·尤伦（Ron "Torchy" Uren）在英俊战士式战斗机的驾驶舱里用他的水壶喝水。

在第二次世界大战期间，澳大利亚皇家空军（RAAF）是英俊战士式战斗机的忠实用户。1942年4月20日，澳大利亚皇家空军接收了从英国进口的第一架英俊战士IC（澳大利亚对各型号英俊战士式战斗机的统称，包括英俊战士Mk.VIC、英俊战士Mk.X和英俊战士Mk.XIC），最后一架飞机于1945年8月20日交付。澳大利亚皇家空军接收的第一批英俊战士式战斗机被交付给新几内亚的第30中队和澳大利亚西北部的第31中队。
在DAP英俊战士式战斗机交付给西南太平洋战区的澳大利亚皇家空军部队之前，英俊战士Mk.IC通常用于反舰任务。其中最著名的是俾斯麦海战役，在此战役期间，英俊战士式战斗机与美国空军的A-20浩劫攻击机和B-25米切尔型轰炸机一同执行作战任务。在战役的早些时候，位于米尔恩湾的澳大利亚皇家空军第100中队的八架英俊战士式战斗机用鱼雷袭击了日本船队，但没有成功，也没有击中任何目标。第30中队的13架英俊战士式战斗机在桅杆高度飞行，为一波又一波的轰炸机提供猛烈的压制火力。日本护航舰队以为他们受到了波弗特式轰炸机的鱼雷袭击，因此犯了战术错误，将他们的船只转向英俊战士式战斗机，这使得英俊战士式战斗机在用四门20毫米机炮和六挺安装在机翼上的.303英寸（7.7毫米）机枪扫射日本船只时对其高射炮和舰桥造成了严重破坏并大量杀伤了其船员。日本舰只暴露在美国中型轰炸机的弹跳轰炸之下。八艘日本运输船和四艘驱逐舰被击沉，盟军则损失了五架飞机，其中包括一架英俊战士式战斗机。
战地记者兼电影制作人达米安·帕尔记录了英俊战士式战斗机在俾斯麦海战役中发挥的作用。这场交战使英俊战士式战斗机成为二战期间澳大利亚服役中较为知名的飞机之一。1943年11月2日，另一件涉及英俊战士式战斗机的事发生了，当时一架编号为A19-54的英俊战士式战斗机赢得了与A-20浩劫攻击机进行的两场非官方比赛中的第二场。

#### 战后

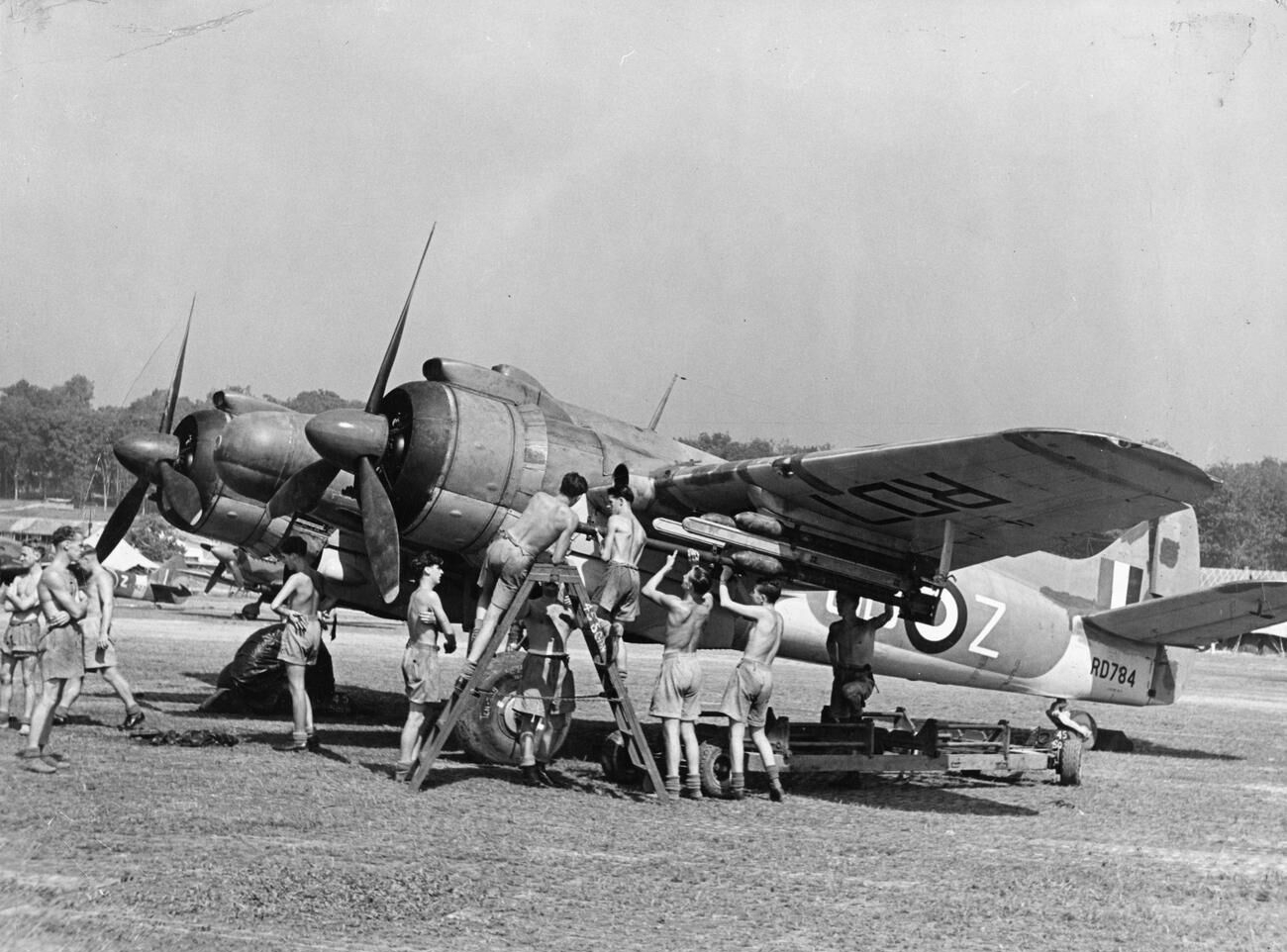
1948年至1949年马来亚紧急状态期间，一架第45中队的英俊战士式战斗机装备了火箭弹，用于对抗共产党军队

从1944年底开始，英国皇家空军的英俊战士式战斗机部队参与了希腊内战，最终于1946年撤回英国。
从1948年8月开始，英俊战士式战斗机在马来亚紧急状态期间被部署到马来亚，对共产党军队进行空袭。最初，这项任务是由第84中队的一个分队完成的，但后来被第45中队的所有分队所取代。1949年12月，第45中队的英俊战士式战斗机被錯誤：語言代碼「enBristol Brigand」不存在所取代。
英俊战士式战斗机也在葡萄牙、土耳其和多米尼加共和国的空军中服役。1948年，一些前英国皇家空军的飞机被秘密出售后，以色列空军曾短暂使用过英俊战士式战斗机。
战后，许多英俊战士Mk.10被改装为TT.10，并在英国皇家空军的几个支援部队中服役到1960年。在英国皇家空军中服役的英俊战士式战斗机的最后一次出击任务是由一架编号为TT.10 RD761的英俊战士式战斗机于1960年5月12日从英国皇家空军实里达机场起飞后完成的。

## 变种型号

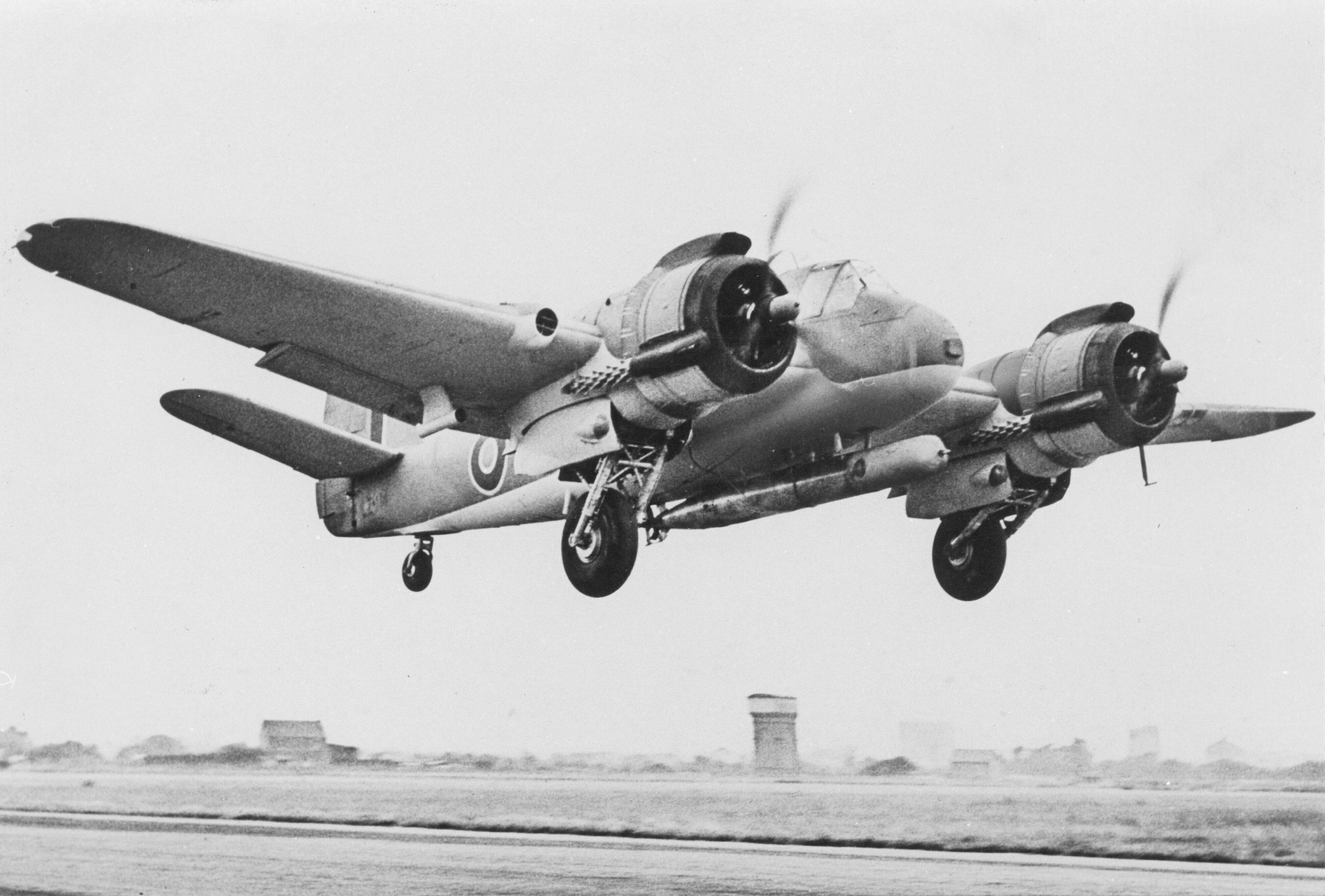
英俊战士Mk. X

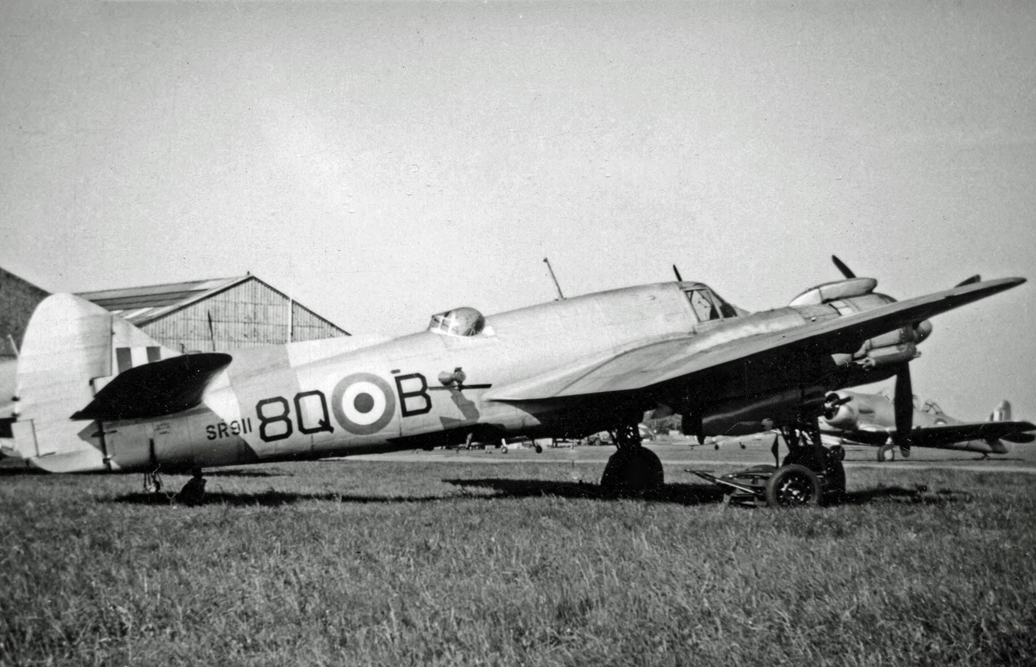
第34中队的英俊战士TT.10拖靶机，拍摄于1951年

英俊战士Mk.IF配备AI Mark IV 雷达和力士XI发动机的双座夜间战斗机型号。
英俊战士Mk.IC“C”代表海岸司令部；许多该型号英俊战士式战斗机经过改装后可以携带炸弹。
英俊战士Mk.IIF无论英俊战士式战斗机的性能如何，到1941年底，生产史特灵轰炸机对具有更高的使用力士发动机的优先级，最终布里斯托生产了由马林XX发动机提供动力的Mk.IIF夜间战斗机。
英俊战士Mk.III/IVMk.III和Mk.IV是以力士发动机和马林发动机为动力的型号，其机身更新、更纤薄，装有六门机炮和六挺机枪作为前射武器。
英俊战士Mk.VMk.V 有一个 Boulton Paul 炮塔，驾驶舱后部安装了四挺0.303 英寸（7.7 毫米）机枪，取代了两门机炮和机翼上的机枪。该型号只生产了两架（使用梅林发动机）。当A和AEE进行测试时，R2274能够在19000英尺（5800米）的高空达到了302英里/时（486公里/时）的时速。
英俊战士Mk.VI由力士发动机提供动力的Mk.VI是1942年出现的主要量产型号，共制造了1000多架。变化包括一个二面角横尾翼。
英俊战士Mk.VIC提供给海岸司令部的型号，类似于Mk.IC。
英俊战士Mk.VIF配备AI Mark VIII雷达的夜间战斗机。
英俊战士Mk.VI（ITF）临时改装的鱼雷战斗机。
英俊战士Mk.VII拟议的由澳大利亚生产的变种型号，配备力士26发动机，实际上没有生产。
英俊战士Mk.VIII拟议的由澳大利亚生产的变种型号，配备力士XVII发动机，实际上没有生产。
英俊战士Mk.IX拟议的由澳大利亚生产的变种型号，配备力士XVII发动机，实际上没有生产。
英俊战士TF Mk.X双座鱼雷战斗机，被称为。带有截短增压器的力士XVII发动机强化了其低空性能。最后一个主要量产型（共生产2231架）是Mk.X。后续的量产型具有尾翼延伸功能。
英俊战士Mk.XICMk.X的提供给沿海司令部的型号，没有鱼雷挂架。
英俊战士Mk.XII拟议的Mk.XI远程战斗机变种型号，带有副油箱，未生产。
英俊战士Mk.21澳大利亚制造的DAP英俊战士式战斗机。变化包括更换大力神XVII发动机和机头的四门20毫米机炮，机翼上的机枪也换成了四挺勃朗宁.50英寸（12.7毫米）重机枪，对地/对舰攻击时可以携带八枚5英寸（130毫米）火箭弹、两枚250磅（110公斤）炸弹、两枚500磅（230公斤）炸弹和一枚Mark 13鱼雷。
英俊战士TT Mk.10战后，许多英国皇家空军英俊战士式战斗机被改装成拖靶机。

## 用户
- 加拿大
- 英国
- 以色列
- 納粹德國 (缴获的飞机)
- 新西兰
- 挪威
- 波蘭
- 葡萄牙
- 南非
- 土耳其
- 美国

## 现存的飞机

### 在博物馆中展出的飞机
澳大利亚

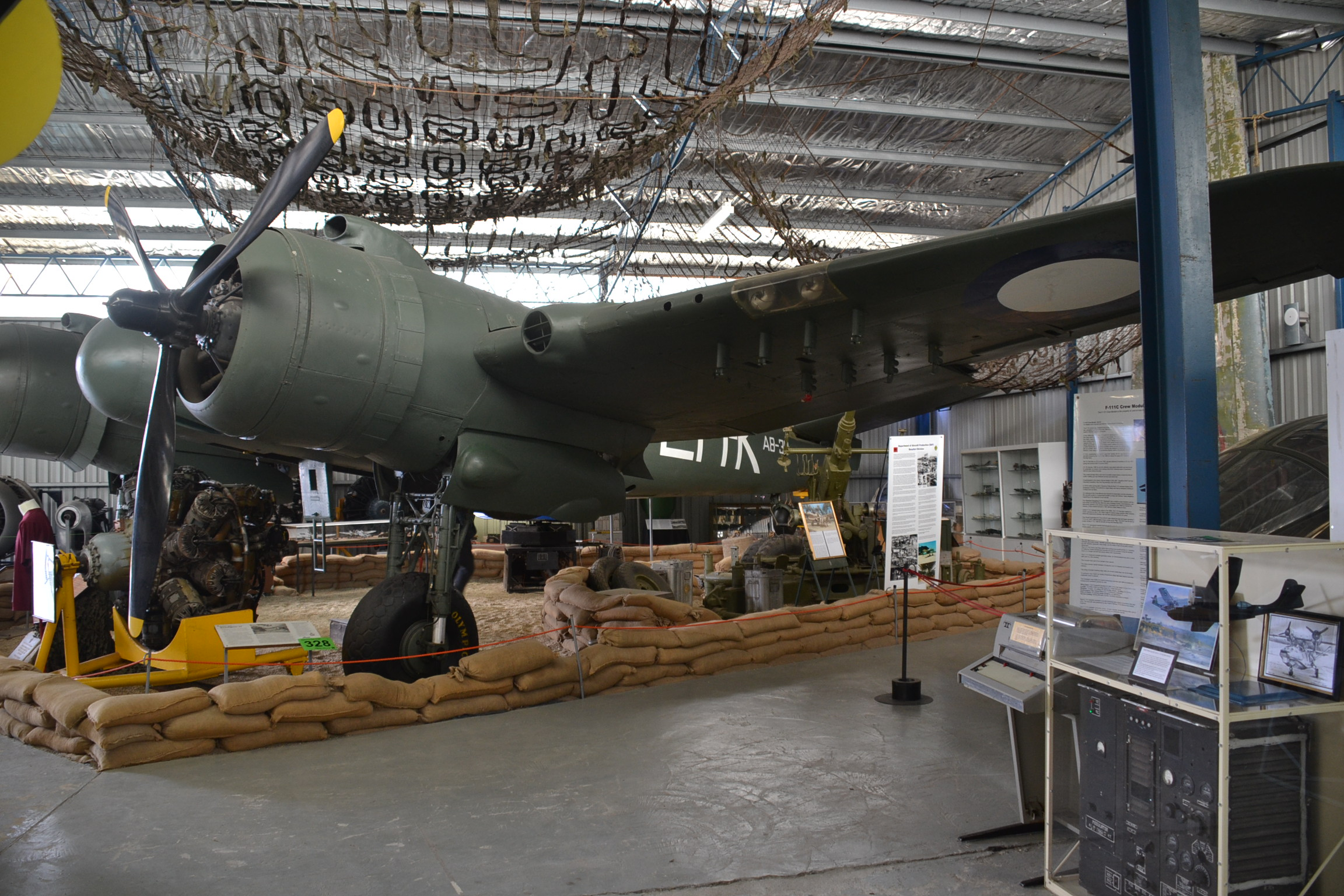
位于澳大利亚国家航空博物馆的A8-328，摄于2014年

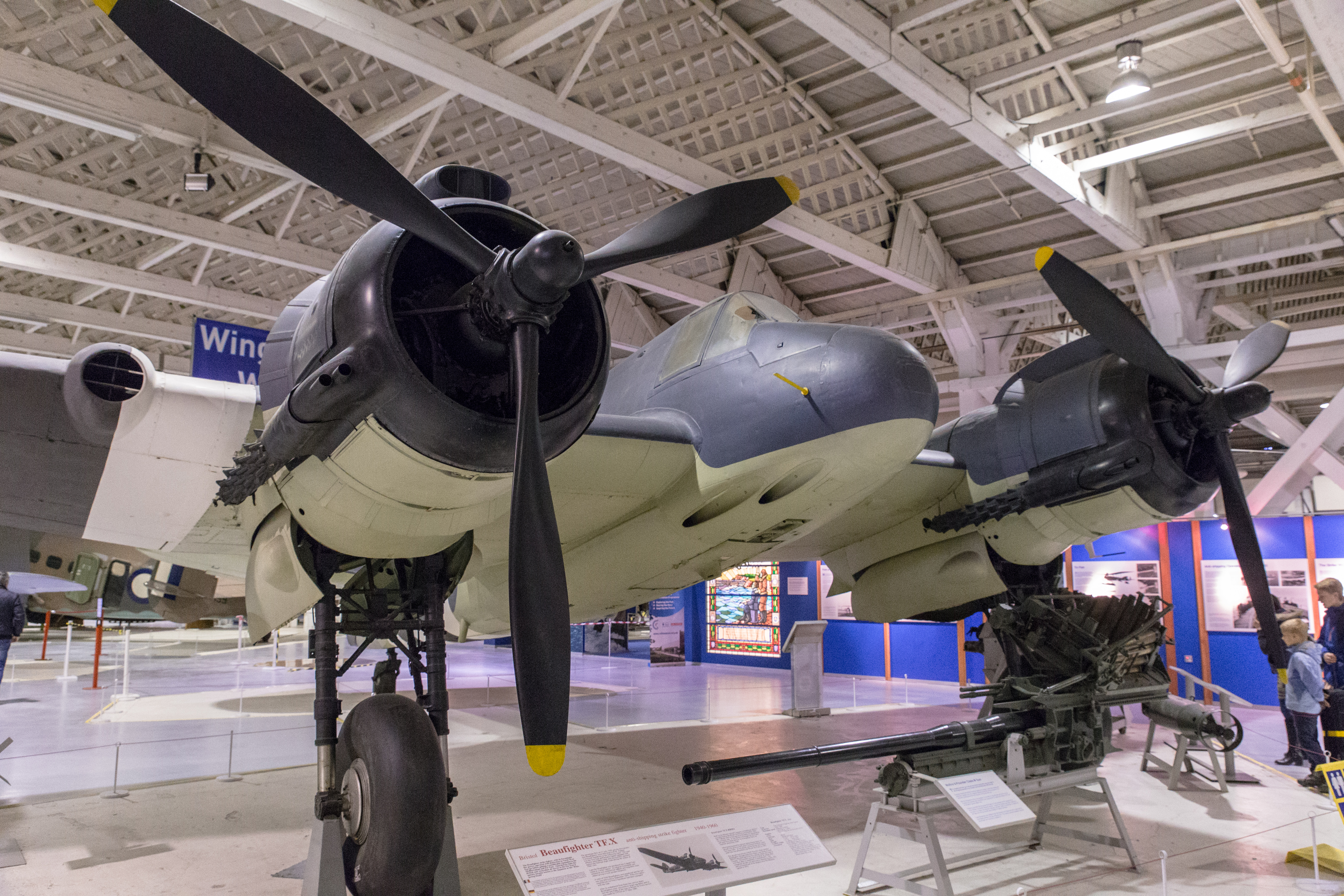
位于英国皇家空军博物馆的RD253，摄于2017年

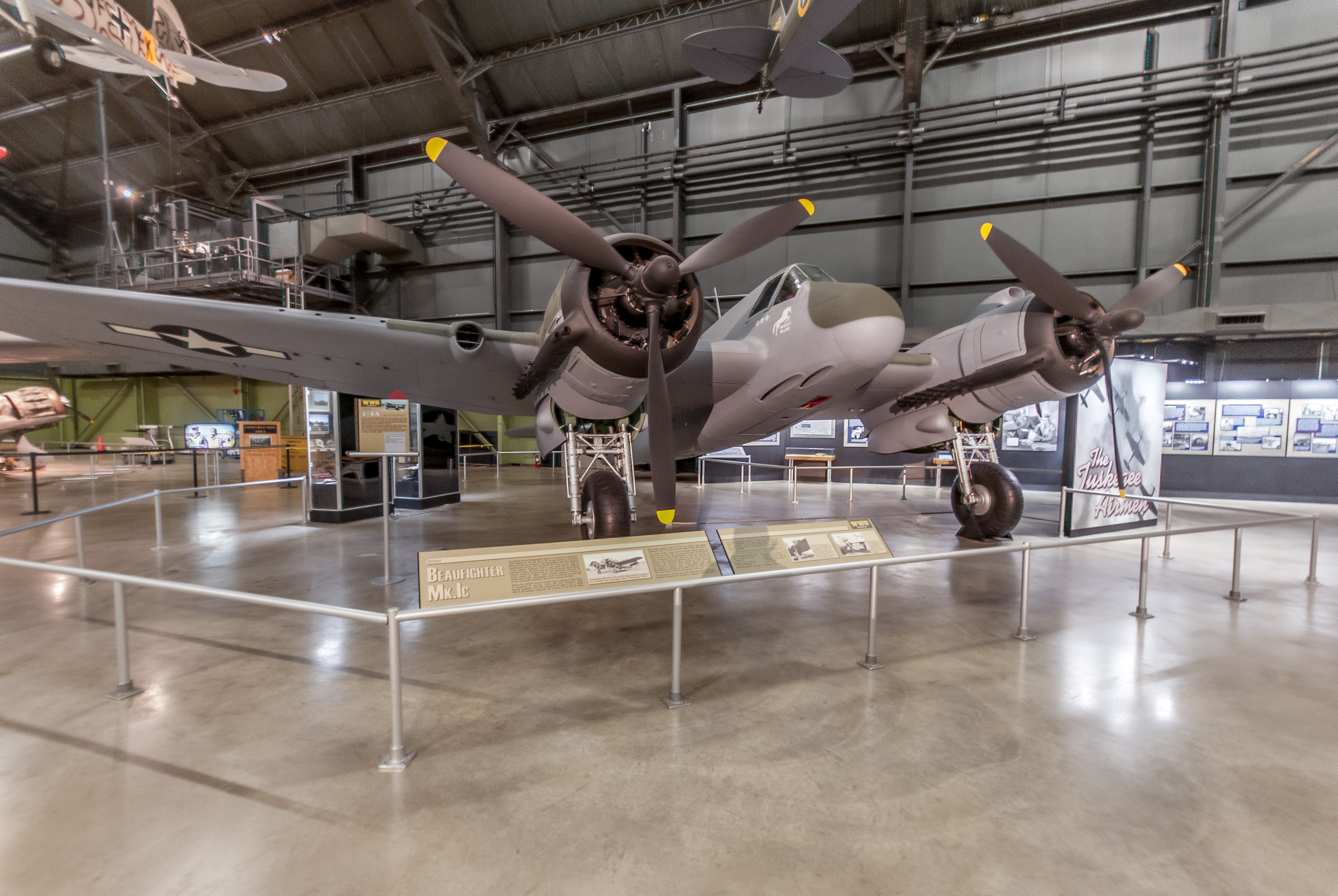
位于美国空军国家博物馆的英俊战士Mk.IcA19-43，摄于2017能

- 英俊战士Mk.XIIA8-186于1945年在澳大利亚被生产，第二次世界大战结束时，A8-186在澳大利亚皇家空军第22中队服役。在新南威尔士州的一个农场停放了几年后，它于1965年被澳大利亚悉尼卡姆登机场（英语：Camden Airport (New South Wales)）的私人航空博物馆卡姆登航空博物馆买下。[40]
- 生产于澳大利亚的英俊战士Mk.XXIA8-328在墨尔本附近的莫龙澳洲国家航空博物馆（英语：Australian National Aviation Museum）展出。它于太平洋战争结束当天完工，战后曾作为拖靶机服役。[41]
- 英俊战士Mk.XXIA8-386仅保留了机鼻，其在卡姆登航空博物馆与“哈利的宝宝”（“Harry's Baby”）一起展出。[42]

英国
- 英俊战士TF.XRD253在皇家空军博物馆展出，这架飞机在20世纪40年代末以BF-13这一编号与葡萄牙空军一起行动。在1965年返回英国之前，它被用作教练机。该机的维修工作于1968年完成，其使用了收集自各种来源的部件，包括从坠机现场回收的一些部件。[43]
- 英俊战士TF.XRD220目前正在爱丁堡东部的国家航空博物馆（英语：National Museum of Flight）接受维修。二战结束后，它曾在葡萄牙海军航空兵中服役。它于2000年被苏格兰国家博物馆收购。[44]

美国
英俊战士Mk.IcA19-43从2006年10月开始在俄亥俄州代顿的美国空军国家博物馆公开展出。澳大利亚皇家空军第31中队在太平洋西南部作战，其原编号A19-43被改成T5049 Night Mare，它是一架属于美国空军的英俊战士式战斗机，由第415夜间战斗机中队指挥官哈罗德·奥格斯布勒（Harold Augspurger）上尉驾驶，他于1944年9月击落了一架载有德国参谋的He 111轰炸机。1971年，这架英俊战士式战斗机在澳大利亚尼尔的一个垃圾场中被发现，于1947年被遗弃在此，并在1988年被美国空军博物馆收购。

### 修复中或转为库存的飞机
- 英俊战士Mk.IcA19-144属于位于杜斯福特帝国战争博物馆（英语：Imperial War Museum Duxford）的战斗机收藏公司（英语：The Fighter Collection），这架飞机多年来一直处于漫长的维修状态。这架英俊战士式战斗机使用了JM135/A19-144和JL946/A19-148的零件。[47]
- 英俊战士Mk.IFX7688属于澳大利亚历史飞机修复协会（英语：Historical Aircraft Restoration Society）（HARS），这架飞机正在进行维修，进而使其恢复飞行能力。它基于X7688（机身前部和中部），还使用了来自其他飞机的零件。
- 英俊战士TF.XRD867目前存放在加拿大航空航天博物馆，等待修复。这是一个完整度50%的英国皇家空军飞机修复项目，缺少发动机、整流罩或内部组件。1969年，英国皇家空军博物馆用它换取了一架博林布鲁克式巡逻机（英语：Bristol Bolingbroke）。

### 已知的沉没于大海中的飞机
有许多沉入海底的英俊战士式战斗机。2005年，马耳他领海发现了一架英俊战士式战斗机（可能是英国皇家空军第272中队唐纳德·弗雷泽（Donald Frazie）中士和导航员桑德里（Sandery）中士驾驶的Mk.IC）的残骸。这架飞机在起飞后不久发动机出现故障，于1943年3月坠毁，沉没在38米（125英尺）深的海底。
另一架沉没于地中海的英俊战士式战斗机位于希腊帕罗斯岛附近34米（112英尺）深的海底。这架飞机可能是603中队的英俊战士TF.XLX998，它在1943年11月的一次反舰任务中击落了一架德国Ar 196水上侦察机后被德军击落。澳大利亚机组人员活了下来，被一艘英国潜艇救起。
一架编号为A19-130的英俊战士Mk.VIC位于西太平洋弗格森岛附近204英尺（62米）深的海底。它在起飞后不久由于发动机故障于1943年8月坠毁。飞机在几秒钟内沉没，但机组人员都逃脱了，游到了岸边。该飞机于2000年被发现。
一架英俊战士式战斗机位于挪威哈达斯捷单（Høydalsfjorden）地区约30米深的海底。这架飞机于1945年2月7日被击落，当时德国船只遭到盟军袭击，这导致盟军飞机与德军发生了大规模战斗。这架沉没于海底的英俊战士式战斗机现已成为休闲潜水员的潜水地点。
2020年5月，在格里姆斯比附近的克利索普斯海滩上，据信属于254中队的英俊战士TF.XJM333的飞机残骸被发现。1944年4月21日，这架飞机在从北科茨起飞后不久两个引擎都出现了故障，并因此被遗弃。机组人员幸免于难。

## 规格（英俊战士TF Mk.X）
参考资料：简的二战战斗机（Jane's Fighting Aircraft of World War II），布里斯托英俊战士I & II（The Bristol Beaufighter I & II）。
基本信息
- 机组：2
- 長度：41英尺4英寸（12.60）
- 翼展：57英尺10英寸（17.63）
- 高度：15英尺10英寸（4.83）
- 机翼面积：503平方英尺（46.7平方）[55]
- 翼型：翼根：RAF-28 (18%)；翼尖：RAF-28 (10%)[56]
- 空重：15,592磅（7,072）
- 最大起飛重量：25,400磅（11,521）携带一枚鱼雷时
- 燃料容量：550 imp gal（660 US gal；2,500 l） （常规燃料）
- 发动机：2台力士XVII发动机或力士XVIII发动机14缸风冷套筒气门径向活塞发动机，每台1,600匹馬力（1,200千瓦特）
- 螺旋桨：3桨叶恒速螺旋桨

性能
- 最大速度：320英里每小時（515每小時；278節）10,000英尺（3,000米）
- 航程：1,750英里（1,521海里；2,816）
- 升限：19,000英尺（5,800）
- 爬升率：1,600英尺每分鐘（8.1每秒）

武器

- 機槍：

英俊战士TF Mark X的正投影，其包含有Mark I（F）、Mark II（F）和Mark V的剖面图以及UHF波段雷达罩和VHF波段“箭头”雷达的天线部件

  - 4 × 20 mm（0.787英寸） 西斯帕诺Mark II机炮（备弹240发），位于机鼻
  - 6 × .303（7.7 mm）勃朗宁机枪（右侧机翼4挺，左侧机翼2挺）
  - 1 × 0.303英寸（7.7 mm）勃朗宁机枪（自卫炮塔）
- 火箭彈：8 × RP-3火箭弹
- 炸彈：2 × 250磅（110）炸弹或1 × 英国18英寸鱼雷或1 × Mark 13型鱼雷

## 流行文化

### 電子遊戲
- 《戰爭雷霆》
- 《應徵入伍》

## 脚注
1. ↑  其武器装备的重量被B-25米切尔型轰炸机和A-26“入侵者”攻击机所超越
。